# Xylorhizini
Xylorhizini – plemię chrząszczy z rodziny kózkowatych i z podrodziny zgrzypikowych. 

## Zasięg występowania
Przedstawiciele tego plemienia występują w Afryce, na Subkontynencie Indyjskim, w płd. Chinach, Azji Płd.-Wsch. oraz na Nowej Gwinei.

## Systematyka
Do Xylorhizini należy 60 gatunków i 10 rodzajów:
- Aetholopus
- Cymatura
- Cyrtogrammus
- Grammoxyla
- Kuatuniana
- Microxylorhiza
- Monstropalpus
- Parathylactus
- Thylactus
- Xylorhiza